# كورت فيتيغ
كورت فيتيغ (بالإنجليزية: Curt Wittig)‏ هو عالم الكيمياء الفيزيائية ‏ أمريكي، ولد في 14 سبتمبر 1943.